# Hjalmar Schacht

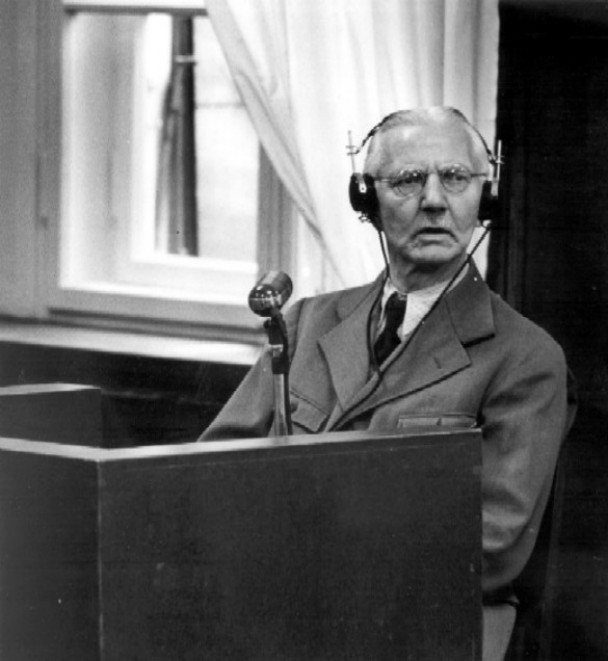
Hjalmar Schacht svědčící v procesu s Friedrichem Flickem a spol. (1947)

Hjalmar Horace Greeley Schacht (22. ledna 1877 Tingleff – 3. června 1970 Mnichov) byl německý ekonom, bankéř a politik, spolutvůrce hospodářského vzestupu nacistického Německa v období mezi dvěma světovými válkami.

## Před vstupem do politiky
V roce 1918 spoluzakládal Německou demokratickou stranu (DDP). Později měl status čestného člena Národně socialistické německé dělnické strany (NSDAP) a výrazně se podílel na jejím financování zejména v letech 1930–1932, nicméně nikdy nebyl jejím oficiálním členem.
V době Výmarské republiky působil jako měnový komisař, v letech 1923–1930 a 1933–1939 jako prezident Říšské banky. Patřil mezi tvrdé kritiky reparací, jež muselo Německo splácet po 1. světové válce. Měl podíl na Hitlerově nástupu k moci, když se stal jedním z iniciátorů petice průmyslníků, která byla určená prezidentovi Hindenburgovi, a jež žádala Hitlerovo jmenování kancléřem.

## V politice
V roce 1935 se stal ministrem hospodářství nacistické vlády, kde prosazoval snížení výdajů na armádu a zmenšení zásahu státu do ekonomiky. Byl vychvalován za svou roli v německém „ekonomickém zázraku“ (veřejné zakázky), sám se stavěl negativně vůči Hitlerově politice vyzbrojování Německa, neboť to narušovalo německou ekonomiku. Jeho názory ho přivedly ke sporům s Hitlerem a především s Hermannem Göringem.
V roce 1937 se stal ministrem bez portfeje, o rok později nesouhlasil s plánem kancléře Adolfa Hitlera vojensky zaútočit na Československo, a začal se stýkat s podobně smýšlejícími důstojníky a politiky. Dohodli se, že pokud by byl rozkaz k útoku opravdu vydán, provedou státní převrat a Hitlera sesadí. K válce ani převratu nedošlo, protože se československá vláda 30. září 1938 rozhodla přijmout podmínky Mnichovské dohody.
Pro stálé spory s Hitlerovými spolupracovníky byl v lednu 1939 zbaven funkce prezidenta Říšské banky a zůstal ministrem bez portfeje, přičemž nadále pobíral stejný plat až do svého konečného propuštění z vlády v lednu 1943, kdy byl ve svých 66 letech penzionován.

## Vězněm
Po pokusu o atentát na Hitlera 20. července 1944 zatklo Schachta gestapo, protože údajně měl kontakt se spiklenci. Následně byl internován v koncentračních táborech Ravensbrück, Flossenbürg a v závěru války i v Dachau. V posledních dnech války byl jedním ze 134 speciálních vězňů, které příslušníci SS převezli do „Alpské pevnosti“ do Niederdorfu v Jižním Tyrolsku. Tam byli vězni 30. dubna 1945 ponecháni svému osudu.

## Poválečné osudy
Byl jedním z obžalovaných v Norimberském procesu, z něj ale v říjnu 1946 vyšel osvobozen.
V roce 1953 založil soukromý bankovní dům v Düsseldorfu. Mimo jiné radil rozvojovým zemím v oblasti ekonomického rozvoje.

## Zajímavosti
Jeho rodiče dali Hjalmarovi jako druhé a třetí jméno „Horace Greeley“ podle amerického nakladatele a politika Horace Greeleyho.[zdroj?] Když ho testovali jako vězně v Norimberku, měl tam nejvyšší IQ 143.

## Dílo
| Německý název                                   | Český název                                     | Rok vydání |
| ----------------------------------------------- | ----------------------------------------------- | ---------- |
| Das Ende der Reparationen                       | Konec reparací                                  | 1931       |
| Grundsätze deutscher Wirtschaftspolitik         | Podstata německé hospodářské politiky           | 1932       |
| Abrechnung mit Hitler                           | Zúčtování s Hitlerem                            | 1948       |
| Mehr Geld, mehr Kapital, mehr Arbeit            | Více peněz, více kapitálu, více práce           | 1949       |
| 76 Jahre meines Lebens                          | 76 let mého života                              | 1953       |
| Kreditpolitik und Exportfinanzierung von morgen | Úvěrová politika a financování budoucího vývozu | 1956       |
| Kapitalmarkt-Politik                            | Politika kapitálového trhu                      | 1957       |
| Magie des Geldes                                | Magie peněz                                     | 1966       |
| 1933                                            | —                                               | 1968       |